# Pałac w Gronowie
Pałac w Gronowie – został wzniesiony w drugiej połowie XVIII wieku, rozbudowany na początku XIX wieku i w 1920 roku. Na początku XXI wieku przeprowadzono ostatni remont, obecnie budynek jest własnością prywatną. 

## Położenie
Pałac położony jest we wsi Gronów, w Polsce, w województwie dolnośląskim, w powiecie zgorzeleckim, w gminie Zgorzelec.

## Historia
Pałac w Gronowie został wzniesiony w drugiej połowie XVIII wieku, najprawdopodobniej przed 1786 rokiem. Na początku XIX wieku został powiększony o ryzalit po stronie północnej, w 1920 roku dobudowano frontowy ganek. Ostatni remont przeprowadzono na początku XXI wieku, obecnie pałac jest własnością prywatną.

## Architektura
Pałac to budowla wzniesiona na planie prostokąta, dwukondygnacyjna, nakryta dwuspadowym dachem mansardowym z lukarnami. Budynek ma dwa trakty, fasada jest siedmioosiowa, główna oś została zaakcentowana mansardą z trójkątnym naczółkiem. Na fasadzie, pod mansardą znajduje się kartusz z herbem Carla Leopolda von Tempsky. Naroża akcentowane są podwójnymi boniowanymi lizenami.

Budynek jest częścią zespołu pałacowego, w skład którego wchodzi jeszcze park z aleją dębową.